# Bernd Dörfel
Bernd Dörfel (* 18. Dezember 1944 in Büsum) ist ein ehemaliger deutscher Fußballspieler. Der zumeist am rechten Flügel angreifende Stürmer absolvierte von 1964 bis 1970 in der Fußball-Bundesliga für die Vereine Hamburger SV und Eintracht Braunschweig insgesamt 139 Ligaspiele, in denen er 21 Tore erzielte. Von 1970 bis 1973 kamen in der Schweiz bei Servette Genf in der Nationalliga A weitere 60 Spiele mit 32 Toren hinzu, wobei Dörfel in der Saison 1971/72 mit 17 Treffern Torschützenkönig wurde. In der Fußballnationalmannschaft absolvierte er von 1966 bis 1969 15 Länderspiele und erzielte zwei Tore.

## Laufbahn

### Vereine
Genau wie sein älterer Bruder Gert „Charly“ Dörfel erlernte Bernd das Fußball-Einmaleins in den schmalen Gassen von Hamburg-Altona. Von der Jugendabteilung des Grün-Weiß 07 Hamburg kam er 1961 an den Rothenbaum zum Hamburger SV. Dörfel entstammt einer Fußballerfamilie. Schon sein Vater Friedo und sein Onkel Richard spielten für den HSV. Sein Bruder Gert war ebenfalls Spieler in Hamburg. Zusammen mit ihm und Uwe Seeler bildete Bernd Dörfel Mitte der 1960er Jahre ein torgefährliches Sturmtrio.
Von den HSV-Amateuren wurde der extrem schnelle Rechtsaußen in der laufenden Saison 1963/64 zu den Profis befördert. Unter Trainer Martin Wilke debütierte Dörfel am 11. Januar 1964 beim Heimspiel gegen Preußen Münster in der Bundesliga. Der HSV gewann das Spiel mit 5:0 Toren und der Gastgeber war im damals gebräuchlichen WM-System auf den Flügeln mit den Dörfel-Brüdern und im Sturmzentrum mit Uwe Seeler angetreten. Bereits am 11. Dezember 1963 war Bernd aber im Europapokal der Pokalsieger beim Heimspiel (0:0) vor 62.000 Zuschauern gegen den FC Barcelona zum Einsatz gekommen. Seinen zweiten Europapokaleinsatz hatte der talentierte Angreifer am 4. März 1964 beim 1:1-Heimremis gegen Olympique Lyon. Im Startjahr der Bundesliga, 1963/64, kam der 19-Jährige zu fünf Einsätzen (1 Tor). Am Ende dieser Saison kam er im Mai/Juni 1964 zu vier Länderspieleinsätzen in der Amateurnationalmannschaft des DFB. Im zweiten Bundesligajahr, 1964/65, erlebte er unter der Trainingsarbeit von Georg Gawliczek die mannschaftliche Rückwärtsentwicklung auf den 11. Rang; Bernd Dörfel hatte in zehn Ligaspielen zwei Tore erzielt. Mit Heiko Kurth (Altona 93), Andreas Mate (New York Hungarians) und dem finnischen Nationalstürmer Juhani Peltonen hatte der HSV bei den Neuverpflichtungen keine glückliche Hand gehabt. Im zweiten Gawliczek-Jahr, 1965/66, setzte sich Bernd Dörfel mit 29 Bundesligaeinsätzen und sieben Toren endgültig als HSV-Stammspieler durch. Mit 34:34 Punkten belegten die Rothosen den neunten Rang; zu wenig für den ehemaligen Herberger-Assistent Gawliczek, der Ex-Hamborner wurde ab dem 18. April 1966 durch Josef Schneider ersetzt. Erstaunlich waren die erhaltenen 52 Gegentreffer in der Bundesliga, da mit Willi Schulz und Egon Horst von Schalke 04 ja zwei gestandene Defensivspezialisten nach Hamburg gekommen waren. Es wurde für den HSV aber noch schlechter: In der Saison 1966/67 hatte man es lediglich den zwei Aufsteigern Fortuna Düsseldorf und Rot-Weiss Essen zu verdanken, dass man nicht bis zum letzten Rundentag um das Überleben kämpfen musste. Mit 30:38 Punkten belegte der HSV den 14. Rang. Bernd Dörfel hatte in 32 Ligaeinsätzen sechs Tore erzielt und seine persönliche Leistungsentwicklung hatte ihn zuerst am 12. Oktober 1966 zu einem Einsatz in der Juniorennationalmannschaft U 23 und am 19. November 1966 in Köln bei einem 3:0 gegen Norwegen, zum Debüt in der A-Nationalmannschaft geführt. Im DFB-Pokal konnten die Rautenträger dagegen mit Erfolgen gegen Altona 93 (6:0), 1. FC Köln, Kickers Offenbach und am 6. Mai 1967 im Halbfinale mit einem 3:1-Heimerfolg gegen Alemannia Aachen etwas für ihren Ruf tun, sie zogen in das Finale am 10. Juni 1967 in Stuttgart gegen den FC Bayern München ein. Aber trotz der drei Spitzen Bernd Dörfel, Uwe Seeler und Gert Dörfel wurden dem HSV mit 4:0 Toren klar die Grenzen von dem siegreichen Team um Franz Beckenbauer aufgezeigt. Der HSV zog aber trotz der deutlichen Niederlage durch den Europapokalerfolg der Bayern zur nächsten Runde in den Europa-Cup ein.
Sein faktisch größter Erfolg war zwar 1968 die Finalteilnahme im Europapokal der Pokalsieger gegen den AC Mailand (0:2 verloren), aber in der Bundesliga litt der sensible Angreifer unter dem unbefriedigenden Arbeitsstil des Tandems Kurt Koch als Trainer und Georg Knöpfle als Fußball-Chef. Der HSV wurde 1967/68 in der Bundesliga 13. und Bernd Dörfel kam lediglich in unbefriedigenden zwölf Ligaspielen (1 Tor) zum Einsatz. Da auch die Gehaltsverhandlungen nicht nach seinem Wunsch verliefen nahm er das Angebot von Eintracht Braunschweig an und wechselte nach 88 Bundesligaspielen mit 17 Toren für den Hamburger SV zur Saison 1968/69 in das Team von Trainer Helmuth Johannsen.
Bei den blau-gelben des BTSV absolvierte der Neuzugang vom Hamburger SV 1968/69 als einziger Spieler alle 34 Rundenspiele (4 Tore). Wolfgang Grzyb (33-2) und Kopfballspezialist Hartmut Weiß (33-15) folgten knapp vor Erich Maas (32-4) auf den Plätzen. Der Überraschungsmeister des Jahres 1967 spielte eine starke Runde, mit ein Verdienst des jetzt in Braunschweig im offensiven Mittelfeld agierenden Bernd Dörfel. Die Eintracht belegte mit einem Punkt Rückstand zu Vizemeister Alemannia Aachen, punktgleich mit Borussia Mönchengladbach, mit 37:31 Punkten den vierten Rang. Die Leistungen von Bernd Dörfel wurden durch neun weitere Länderspieleinsätze (25. September 1968 bis 10. Mai 1969) von Bundestrainer Helmut Schön unterstrichen. Aber so gut das erste Jahr in Braunschweig verlief, so krass war der Rückschritt im zweiten Jahr: In der Saison 1969/70 kämpfte Braunschweig trotz Neuzugängen wie Max Lorenz (Werder Bremen), Bernd Gersdorff (Tennis Borussia Berlin) und Friedhelm Haebermann (Eintracht Duisburg) massiv um den Klassenerhalt. Das Wegbrechen der bisherigen Korsettenstangen Jürgen Moll (Unfalltod im Dezember 1968) und Walter Schmidt (Laufbahnende nach schwerer Verletzung in der Rundenvorbereitung) trafen die Eintracht fast am Lebensnerv. Dazu kam, dass Bernd Dörfel einfach nicht auf Touren kam. In der gesamten Rückrunde wurde er nur noch in vier Bundesligaspielen zum Einsatz gebracht und bestritt insgesamt lediglich 17 Bundesligapartien und erzielte keinen Treffer. Die Eintracht rettete sich gerade noch auf den 16. Rang. Dementsprechend gestaltete sich seine Situation in der Nationalmannschaft. Sein vorletztes und letztes Länderspiel absolvierte Bernd Dörfel am 21. und 24. September 1969, zwischen dem fünften und sechsten Vorrundenspieltag, gegen Österreich und Bulgarien. Dann war Schluss mit der Nationalmannschaft, die Reise nach Mexiko zur Endrunde um die Fußballweltmeisterschaft 1970 vom 31. Mai bis 21. Juni fand ohne den Braunschweiger statt. Bereits nach zwei Runden endete im Sommer 1970 seine Tätigkeit bei Eintracht Braunschweig – es lag auch eine finanzielle Schieflage bei der Eintracht vor und neben Dörfel wurden auch noch Erich Maas (Bayern München) und Hartmut Weiß (VfB Stuttgart) verkauft – und er wechselte in die Schweiz zu Servette Genf.
In der ersten Saison in der Schweiz, 1970/71, belegte Dörfel mit Genf den siebten Rang in der NLA. In 26 Ligaeinsätzen hatte der Neuzugang aus Braunschweig elf Tore erzielt. Unter Trainer Jean Snella gelang aber als sportlicher Höhepunkt am 12. April 1971 mit einem 2:0-Erfolg gegen den FC Lugano – mit Trainer Albert Sing und Mittelfeldspieler Otto Luttrop – der Sieg im Schweizer Cup. In seiner zweiten Genfer Saison, 1971/72, verbesserte sich sein Team in der Tabelle nicht, aber Dörfel wurde mit 17 Treffern Torschützenkönig in der Schweiz. Im Europapokal der Pokalsieger schied Genf knapp gegen den FC Liverpool aus. Das Heimspiel am 15. September wurde mit 2:1 gewonnen – Dörfel erzielte die 1:0-Führung – und an der Anfield Road verlor der Schweizer Cupsieger mit 0:2. Seine Laufbahn beendete er im Sommer 1973 in Genf nach schwerer Knieverletzung mit Meniskusschaden und Kreuzbandriss. Für Genf hatte Dörfel in der NLA 31 Treffer in 60 Spielen erzielt.

### Nationalmannschaft
Nachdem Bernd Dörfel schon 1964 viermal in der Amateurnationalmannschaft gespielt hatte und am 12. Oktober 1966 erfolgreich in der Juniorennationalmannschaft U 23 beim Länderspiel gegen die Türkei (3:0) agiert hatte, absolvierte er als Rechtsaußen zwischen dem 19. November 1966 (3:0 in Köln gegen Norwegen) und 24. September 1969 (1:0 in Sofia gegen Bulgarien) 15 Länderspiele für die deutsche A-Nationalmannschaft und erzielte dabei zwei Treffer. Er war wesentlich beteiligt an der Qualifikation für die Weltmeisterschaft 1970 in Mexiko. Eine Formschwäche im Laufe der Saison 1969/70 verhinderte jedoch seine Berufung in den 1970er WM-Kader.

## Nach dem Fußball
Der gelernte Automechaniker war zuletzt in der Hausdruckerei des Norddeutschen Rundfunks in Hamburg beschäftigt. Im Mai 2008 löste der Pensionär seinen Hausstand auf, um fortan mit einem Wohnmobil Europa zu bereisen.